# Liste der Baudenkmale in Treplin
In der Liste der Baudenkmale in Treplin sind alle Baudenkmale der brandenburgischen Gemeinde Treplin. Grundlage ist die Veröffentlichung der Landesdenkmalliste mit dem Stand vom 31. Dezember 2020.

## Baudenkmale in Treplin
In den Spalten befinden sich folgende Informationen:
- ID-Nr.: Die Nummer wird vom Brandenburgischen Landesamt für Denkmalpflege vergeben. Ein Link hinter der Nummer führt zum Eintrag über das Denkmal in der Denkmaldatenbank. In dieser Spalte kann sich zusätzlich das Wort Wikidata befinden, der entsprechende Link führt zu Angaben zu diesem Denkmal bei Wikidata.
- Lage: die Adresse des Denkmales und die geographischen Koordinaten. Link zu einem Kartenansichtstool, um Koordinaten zu setzen. In der Kartenansicht sind Denkmale ohne Koordinaten mit einem roten beziehungsweise orangen Marker dargestellt und können in der Karte gesetzt werden. Denkmale ohne Bild sind mit einem blauen bzw. roten Marker gekennzeichnet, Denkmale mit Bild mit einem grünen beziehungsweise orangen Marker.
- Bezeichnung: Bezeichnung in den offiziellen Listen des Brandenburgischen Landesamtes für Denkmalpflege. Ein Link hinter der Bezeichnung führt zum Wikipedia-Artikel über das Denkmal.
- Beschreibung: die Beschreibung des Denkmales
- Bild: ein Bild des Denkmales und gegebenenfalls einen Link zu weiteren Fotos des Baudenkmals im Medienarchiv Wikimedia Commons

| ID-Nr.   | Lage                             | Bezeichnung                        | Beschreibung | Bild                            |
| -------- | -------------------------------- | ---------------------------------- | --- | ------------------------------- |
| 09180700 | B 5 ()                           | Viertelmeilenstein, bei km 10,7    | | ein Bild hochladen              |
| 09180701 | B 5 ()                           | Meilenstein, bei km 12,6           | | ein Bild hochladen              |
| 09180124 | B 5 ()                           | Viertelmeilenstein, bei km 14,4    | | Viertelmeilenstein, bei km 14,4 |
| 09180865 | Frankfurter Straße 10, 11 (Lage) | Mehrfamilienhaus mit Nebengebäuden | Das Haus wurde 1925 erbaut. Der Entwurf stammt von Max Taut. Es ist ein zweigeschossiges Haus mit 14 Achsen und einem Flachdach. 1981 erfolgte ein Umbau. | weitere Bilder                  |
| 09180699 | Lindenstraße (Lage)              | Dorfkirche                         | Die Kirche stammt aus dem 19. Jahrhundert, sie wurde 2003 saniert.                                                                                        | weitere Bilder                  |